# Caliciopsis orientalis
Caliciopsis orientalis är en svampart som beskrevs av A. Funk 1963. Caliciopsis orientalis ingår i släktet Caliciopsis och familjen Coryneliaceae.   Inga underarter finns listade i Catalogue of Life.